# Огнєва Людмила Родіонівна
Людмила Родіонівна О́гнєва (12 квітня 1936, Вінницька область — 29 квітня 2022, Київ) — українська майстриня художньої вишивки, громадська діячка; член Національної спілки майстрів народного мистецтва України та Національної спілки журналістів України. Лауреат V Всеукраїнського конкурсу «Український вишитий рушник» та міжобласного конкурсу «Жінка Донбасу — 2007».

## Життєпис
Народилася 12 квітня 1936 року у Вінницькій області (нині Україна). З 1944 року мешкала у місті Торезі Донецької області. Після закінчення школи навчалася на фізичному факультеті Воронезького університету (здобула фах радіофізика), де й почала працювати інженером-конструктором, а згодом викладачем у Воронезькому політехнічному інституті.
З 1966 року мешкала у Донецьку, понад десять років працювала в Донецькому політехнічному інституті, і ще деякий час — інженером-програмістом на шахті імені Леоніда Лутугіна в Торезі.
Співзасновниця та заступник директора громадського музею «Смолоскип» у Донецьку. Тривалий період працювала спеціальним кореспондентом, а з 2014 року обіймала посаду заступника головного редактора газети «Україна козацька». Її дослідницькі інтереси охоплювали життя та творчість шістдесятників. Регулярно публікувала свої матеріали у тижневиках «Донеччина» та «Світлиця». З 2015 року — вимушена переселенка.
Померла в Києві 29 квітня 2022 року. Похована у Києві на Байковому цвинтарі в колумбарії у центральній частині кладовища.

## Громадська діяльність
Після відновлення державної незалежності України, була заступником голови Донецької крайової організації Народного Руху; протягом 1998—2017 років, очолювала Донецький обласний відділ Союзу українок.
Займалася збереженням української культурної спадщини, зокрема унікальних мозаїк Алли Горської в Донецьку (дев'ять панно 1965—1966 років у школі № 5 та «Жінка-птах» у магазині «Рубін»), а також мозаїк Опанаса Заливахи у Донецьку, у створенні яких брав участь Василь Стус.
Повертала із забуття імена видатних діячів Донеччини, про яких замовчував комуністичний режим, зокрема дисидентів Олекси Тихого та Василя Макуха. Щодо останнього: допомагала збирати матеріали та упорядкувала книгу «Воїн армії безсмертних» (Донецьк, 2013); дала поштовх для створення у 2015 році Національною телекомпанією України кінострічки «Смолоскип. Василь Макух» (автори: Андрій Данильченко, Олександр Рябокрис; режисер: Олександр Рябокрис).
авторка-упорядниця видань
- «Дух одвічної стихії» (Донецьк, 2009);
- «Символ української нації» (Донецьк, 2009);

упорядниця
- збірника статей «Що ми знаємо про Донбас?» (Донецьк, 2009)[6];
- книги «Алла Горська. Душа українського шістдесятництва» (Київ, 2015)[7];
- 11 томів «Антології гуманної педагогіки» (2018—2022)[8].

Долучилася до видання книги «Заячий пастух» Василя Гайворонського.

## Творчість
Займаючись збиранням вишитих сорочок та рушників з різних регіонів, з часом захопилася вишиванням і створила велику колекцію рушників з народними орнаментами Східного Поділля, вишиваних сорочок відомих українців — Миколи Чернявського, Дмитра Чернявського, Василя Сліпака (Міфа), В'ячеслава Чорновола, Тараса Шевченка, Богдана Хмельницького, Івана Франка, Алли Горської, Олекси Тихого, Павла Полуботка, Євгена Коновальця, Олекси Гірника. Авторка:
книг та брошур
- «Перлини українського монументального мистецтва на Донеччині» (Івано-Франківськ, 2008)[10];
- «Вишивані речі дорослим і малечі» (Донецьк, 2009);
- «Незнані вояки» (Донецьк, 2009);
- «Лесин рушник» (Донецьк, 2009);
- «„Ліниві“ орнаменти» (Донецьк, 2009);

альбомів
- «Молюсь за тебе, Україно!» (Бахмут, 2020);
- «З нами Бог і Україна. Донеччина» (Бахмут, 2020);
- «Білі птахи Донеччини» (Київ, 2020);
- «Зриме слово: Християнські символи у вишивці» (Київ, 2020);
- «Музика на полотні: Вишиття у народних піснях» (Київ, 2020)[11];
- «Молюсь за тебе, Україно!» (Київ, 2020)[12];
- «Подарунки предків» (Київ, 2021).

### Виставки
- З 4 листопада до 11 грудня 2015 року в Києві, у Музеї Івана Гончара, відбулася виставка «Культурний простір Донеччини. Людмила Огнєва: Українське вишиття», на якій було експоновано частину її вишивок, врятованих з тимчасово окупованої території[13];
- З 21 квітня 2017 року у Львові, в приміщенні Музею Івана Франка, проводилася виставка української вишивки Людмили Огнєвої «З нами Бог і Україна»[14]. На ній було представлено понад 100 вишитих картин з оригінальними орнаментами, присвячених видатним українцям різних історичних періодів — від княжої доби до сучасності. З 30 червня 2017 року виставка продовжила діяти у львівському Музеї визвольної боротьби України[15]. Надалі, з 22 вересня по 22 жовтня 2017 року, в рамках проєкту «ДНК Покровська: в мені історія країни», виставка пройшла в приміщенні Покровської центральної міської бібліотеки імені Тараса Шевченка у місті Покровську[16]. З 26 жовтня до кінця листопада 2017 року ця ж виставка проходила у місті Костянтинівці у приміщенні Костянтинівського міського краєзнавчого музею[17].